# Colobothea seminalis
Colobothea seminalis är en skalbaggsart som beskrevs av Bates 1865. Colobothea seminalis ingår i släktet Colobothea och familjen långhorningar. Inga underarter finns listade i Catalogue of Life.